# 9900 Llull
9900 Llull eller 1997 LL6 är en asteroid i huvudbältet som upptäcktes den 13 juni 1997 av den spanske astronomen Manolo Blasco vid Mallorca-observatoriet. Den är uppkallad efter filosofen Raimundus Lullus.
Asteroiden har en diameter på ungefär 4 kilometer.